# أهارون أبوحصيرة
أهارون أبوحصيرة (بالعبرية: אהרן אבוחצירא)، سياسي إسرائيلي من أصلٍ مغربي، وُلد يوم 28 أكتوبر 1938. تولى رئاسة بلدية الرملة وعقد العديد من الحقائب الوزارية في أواخر سبعينيات وأوائل ثمانينيات القرن العشرين، لكنه استقال من الحكومة بعد إدانته من السرقة وخيانة الأمانة والاحتيال. والده هو إسحاق أبوحصيرة.

## روابط خارجية
- أهارون أبوحصيرة على الموقع الإلكتروني للكنيست